# Abdelsalam El Ghrissi
Abdelsalam El Ghrissi, znany także jako Abdel Salem Laghrissi (arab. ‏عبد السلام الغريسي‎, ur. 5 stycznia 1962 w Al-Kasr al-Kabir) – marokański piłkarz grający na pozycji napastnika.

## Kariera klubowa
Do 1 lipca 1982 jego losy nie są znane, wtedy zasilił FAR Rabat. Grał w tym klubie przez równe 8 lat, ale kolejne trzy lata również nie są znane, aż do czasu, gdy został sprowadzony do Raja Casablanca. Rok później wrócił do FAR Rabat, ale kolejny rok później przeniósł się do klubu, który pozostaje nieznany, tak samo jak kolejne trzy lata jego grania. Z nieznanego klubu zasilił następnie omański Al-Suwaiq i dwa lata później zakończył karierę.

## Kariera reprezentacyjna
W reprezentacji Maroka grał w latach osiemdziesiątych i dziewięćdziesiątych. 
W 1984 uczestniczył w Igrzyskach Olimpijskich w Los Angeles. Na turnieju olimpijskim wystąpił we wszystkich trzech meczach grupowych.
W 1985 roku uczestniczył w zakończonych sukcesem eliminacjach do Mistrzostw Świata 1986. Na finały MŚ jednak nie został powołany. W 1989 roku uczestniczył w przegranych eliminacjach Mistrzostw Świata 1990. W 1993 roku uczestniczył w zakończonych sukcesem eliminacjach do Mistrzostw Świata 1994. Na Mundialu w USA Abdelsalam El Ghrissi wystąpił w meczu z reprezentacją Arabii Saudyjskiej zastępując w 57 min. Nacera Abdellaha.